# 1982-es férfi röplabda-világbajnokság
Az 1982-es férfi röplabda-világbajnokságot Argentínában rendezték 1982. október 1. és október 15. között. A világbajnokságon 24 válogatott vett részt. A tornát a címvédő szovjet csapat nyerte, amelynek ez volt a hatodik vb-címe.

## Lebonyolítás
A 24 csapat hat darab négyes csoportot alkotott. A csoportokban körmérkőzések döntötték el a csoportok végeredményét. Az első két helyezett jutott tovább a középdöntőbe, a harmadik és negyedik helyezettek a 13–24. helyért folytathatták.
A középdöntőben és az alsó ágon is két-két hatos csoportot alkottak a csapatok. Újabb körmérkőzéseket játszottak, de csak azok a csapatok mérkőztek egymással, amelyek a csoportkörben nem találkoztak, a csoportkörben lejátszott eredményeiket is figyelembe vitték.
A két középdöntő csoportból az első két helyezett jutott az elődöntőbe.

## Csoportkör
| Színmagyarázat                                                              |
| --------------------------------------------------------------------------- |
| A csoportok első két helyezettje bejutott a középdöntőbe.                   |
| A csoportok harmadik és negyedik helyezettjei a 13–24. helyért játszhattak. |

### A csoport
|           |      | Mérkőzések | Mérkőzések | Szettek | Szettek | Szettek | Pontok | Pontok | Pontok |
| Csapat    | Pont | Gy         | V          | Sz+     | Sz–     | SzA     | P+     | P–     | PA     |
| --------- | ---- | ---------- | ---------- | ------- | ------- | ------- | ------ | ------ | ------ |
| Japán     | 6    | 3          | 0          | 9       | 1       | 9,000   | 147    | 97     | 1,515  |
| Argentína | 5    | 2          | 1          | 7       | 4       | 1,750   | 160    | 112    | 1,429  |
| Mexikó    | 4    | 1          | 2          | 4       | 8       | 0,500   | 146    | 163    | 0,896  |
| Tunézia   | 3    | 0          | 3          | 2       | 9       | 0,222   | 78     | 159    | 0,491  |

| 1982. október 2. | Japán               | 3–0 | Mexikó | Buenos Aires |
| 1982. október 2. | (15–11, 15–8, 15–9) |     |        | Buenos Aires |

| 1982. október 2. | Argentína          | 3–0 | Tunézia | Buenos Aires |
| 1982. október 2. | (15–2, 15–4, 15–0) |     |         | Buenos Aires |

| 1982. október 3. | Japán              | 3–0 | Tunézia | Buenos Aires |
| 1982. október 3. | (15–8, 15–5, 15–4) |     |         | Buenos Aires |

| 1982. október 3. | Argentína                   | 3–1 | Mexikó | Buenos Aires |
| 1982. október 3. | (16–14, 13–15, 15–3, 19–17) |     |        | Buenos Aires |

| 1982. október 4. | Mexikó                           | 3–2 | Tunézia | Buenos Aires |
| 1982. október 4. | (13–15, 11–15, 15–9, 15–9, 15–7) |     |         | Buenos Aires |

| 1982. október 4. | Japán                        | 3–1 | Argentína | Buenos Aires |
| 1982. október 4. | (10–15, 17–15, 15–11, 15–11) |     |           | Buenos Aires |

### B csoport
|                  |      | Mérkőzések | Mérkőzések | Szettek | Szettek | Szettek | Pontok | Pontok | Pontok |
| Csapat           | Pont | Gy         | V          | Sz+     | Sz–     | SzA     | P+     | P–     | PA     |
| ---------------- | ---- | ---------- | ---------- | ------- | ------- | ------- | ------ | ------ | ------ |
| Szovjetunió      | 6    | 3          | 0          | 9       | 0       | MAX     | 136    | 74     | 1,838  |
| Bulgária         | 5    | 2          | 1          | 6       | 5       | 1,200   | 141    | 119    | 1,185  |
| Egyesült Államok | 4    | 1          | 2          | 5       | 6       | 0,833   | 143    | 124    | 1,153  |
| Chile            | 3    | 0          | 3          | 0       | 9       | 0,000   | 32     | 135    | 0,237  |

| 1982. október 2. | Szovjetunió        | 3–0 | Chile | Catamarca |
| 1982. október 2. | (15–0, 15–4, 15–8) |     |       | Catamarca |

| 1982. október 2. | Bulgária                           | 3–2 | Egyesült Államok | Catamarca |
| 1982. október 2. | (13–15, 15–6, 12–15, 15–11, 16–14) |     |                  | Catamarca |

| 1982. október 3. | Bulgária           | 3–0 | Chile | Catamarca |
| 1982. október 3. | (15–5, 15–5, 15–3) |     |       | Catamarca |

| 1982. október 3. | Szovjetunió           | 3–0 | Egyesült Államok | Catamarca |
| 1982. október 3. | (15–11, 15–12, 16–14) |     |                  | Catamarca |

| 1982. október 4. | Szovjetunió         | 3–0 | Bulgária | Catamarca |
| 1982. október 4. | (15–7, 15–5, 15–13) |     |          | Catamarca |

| 1982. október 4. | Egyesült Államok   | 3–0 | Chile | Catamarca |
| 1982. október 4. | (15–1, 15–1, 15–5) |     |       | Catamarca |

### C csoport
|             |      | Mérkőzések | Mérkőzések | Szettek | Szettek | Szettek | Pontok | Pontok | Pontok |
| Csapat      | Pont | Gy         | V          | Sz+     | Sz–     | SzA     | P+     | P–     | PA     |
| ----------- | ---- | ---------- | ---------- | ------- | ------- | ------- | ------ | ------ | ------ |
| Kanada      | 5    | 2          | 1          | 8       | 3       | 2,667   | 138    | 115    | 1,200  |
| NDK         | 5    | 2          | 1          | 6       | 3       | 2,000   | 119    | 89     | 1,337  |
| Olaszország | 5    | 2          | 1          | 6       | 5       | 1,200   | 140    | 104    | 1,346  |
| Ausztrália  | 3    | 0          | 3          | 0       | 9       | 0,000   | 46     | 135    | 0,341  |

| 1982. október 1. | Olaszország        | 3–0 | Ausztrália | Rosario |
| 1982. október 1. | (15–1, 15–1, 15–8) |     |            | Rosario |

| 1982. október 1. | Kanada               | 3–0 | NDK | Rosario |
| 1982. október 1. | (15–12, 15–6, 15–10) |     |     | Rosario |

| 1982. október 2. | NDK                | 3–0 | Ausztrália | Rosario |
| 1982. október 2. | (15–5, 15–6, 15–5) |     |            | Rosario |

| 1982. október 2. | Olaszország                     | 3–2 | Kanada | Rosario |
| 1982. október 2. | (15–5, 9–15, 15–5, 13–15, 15–8) |     |        | Rosario |

| 1982. október 3. | Kanada              | 3–0 | Ausztrália | Rosario |
| 1982. október 3. | (15–1, 15–10, 15–9) |     |            | Rosario |

| 1982. október 3. | NDK                 | 3–0 | Olaszország | Rosario |
| 1982. október 3. | (16–14, 15–6, 15–8) |     |             | Rosario |

### D csoport
|               |      | Mérkőzések | Mérkőzések | Szettek | Szettek | Szettek | Pontok | Pontok | Pontok |
| Csapat        | Pont | Gy         | V          | Sz+     | Sz–     | SzA     | P+     | P–     | PA     |
| ------------- | ---- | ---------- | ---------- | ------- | ------- | ------- | ------ | ------ | ------ |
| Lengyelország | 6    | 3          | 0          | 9       | 1       | 9,000   | 144    | 70     | 2,057  |
| Kuba          | 5    | 2          | 1          | 7       | 3       | 2,333   | 130    | 90     | 1,444  |
| Románia       | 4    | 1          | 2          | 3       | 7       | 0,429   | 106    | 138    | 0,768  |
| Venezuela     | 3    | 0          | 3          | 1       | 9       | 0,111   | 68     | 150    | 0,453  |

| 1982. október 2. | Kuba               | 3–0 | Venezuela | Buenos Aires |
| 1982. október 2. | (15–5, 15–3, 15–4) |     |           | Buenos Aires |

| 1982. október 2. | Lengyelország       | 3–0 | Románia | Buenos Aires |
| 1982. október 2. | (15–6, 15–10, 15–6) |     |         | Buenos Aires |

| 1982. október 3. | Lengyelország      | 3–0 | Venezuela | Buenos Aires |
| 1982. október 3. | (15–2, 15–5, 15–1) |     |           | Buenos Aires |

| 1982. október 3. | Kuba                | 3–0 | Románia | Buenos Aires |
| 1982. október 3. | (15–6, 15–11, 15–7) |     |         | Buenos Aires |

| 1982. október 4. | Románia                    | 3–1 | Venezuela | Buenos Aires |
| 1982. október 4. | (15–13, 15–9, 15–17, 15–9) |     |           | Buenos Aires |

| 1982. október 4. | Lengyelország              | 3–1 | Kuba | Buenos Aires |
| 1982. október 4. | (9–15, 15–10, 15–5, 15–10) |     |      | Buenos Aires |

### E csoport
|               |      | Mérkőzések | Mérkőzések | Szettek | Szettek | Szettek | Pontok | Pontok | Pontok |
| Csapat        | Pont | Gy         | V          | Sz+     | Sz–     | SzA     | P+     | P–     | PA     |
| ------------- | ---- | ---------- | ---------- | ------- | ------- | ------- | ------ | ------ | ------ |
| Kína          | 6    | 3          | 0          | 9       | 0       | MAX     | 137    | 78     | 1,756  |
| Dél-Korea     | 5    | 2          | 1          | 6       | 4       | 1,500   | 128    | 135    | 0,948  |
| Franciaország | 4    | 1          | 2          | 3       | 8       | 0,375   | 127    | 157    | 0,809  |
| Finnország    | 3    | 0          | 3          | 3       | 9       | 0,333   | 143    | 165    | 0,867  |

| 1982. október 1. | Kína                 | 3–0 | Franciaország | Buenos Aires |
| 1982. október 1. | (15–10, 15–5, 17–15) |     |               | Buenos Aires |

| 1982. október 1. | Dél-Korea                    | 3–1 | Finnország | Buenos Aires |
| 1982. október 1. | (16–14, 15–12, 14–16, 15–11) |     |            | Buenos Aires |

| 1982. október 2. | Dél-Korea             | 3–0 | Franciaország | Buenos Aires |
| 1982. október 2. | (16–14, 15–12, 15–11) |     |               | Buenos Aires |

| 1982. október 2. | Kína                | 3–0 | Finnország | Buenos Aires |
| 1982. október 2. | (15–12, 15–5, 15–9) |     |            | Buenos Aires |

| 1982. október 3. | Franciaország                     | 3–2 | Finnország | Buenos Aires |
| 1982. október 3. | (3–15, 15–11, 15–9, 11–15, 16–14) |     |            | Buenos Aires |

| 1982. október 3. | Kína                | 3–0 | Dél-Korea | Buenos Aires |
| 1982. október 3. | (15–12, 15–6, 15–4) |     |           | Buenos Aires |

### F csoport
|               |      | Mérkőzések | Mérkőzések | Szettek | Szettek | Szettek | Pontok | Pontok | Pontok |
| Csapat        | Pont | Gy         | V          | Sz+     | Sz–     | SzA     | P+     | P–     | PA     |
| ------------- | ---- | ---------- | ---------- | ------- | ------- | ------- | ------ | ------ | ------ |
| Csehszlovákia | 6    | 3          | 0          | 9       | 1       | 9,000   | 147    | 81     | 1,815  |
| Brazília      | 5    | 2          | 1          | 7       | 3       | 2,333   | 139    | 72     | 1,931  |
| Irak          | 4    | 1          | 2          | 3       | 8       | 0,375   | 81     | 156    | 0,519  |
| Líbia         | 3    | 0          | 3          | 2       | 9       | 0,222   | 96     | 154    | 0,623  |

| 1982. október 2. | Csehszlovákia      | 3–0 | Irak | Mendoza |
| 1982. október 2. | (15–6, 15–7, 15–3) |     |      | Mendoza |

| 1982. október 2. | Brazília           | 3–0 | Líbia | Mendoza |
| 1982. október 2. | (15–3, 15–5, 15–6) |     |       | Mendoza |

| 1982. október 3. | Csehszlovákia      | 3–0 | Líbia | Mendoza |
| 1982. október 3. | (15–6, 15–3, 15–7) |     |       | Mendoza |

| 1982. október 3. | Brazília           | 3–0 | Irak | Mendoza |
| 1982. október 3. | (15–1, 15–0, 15–0) |     |      | Mendoza |

| 1982. október 4. | Irak                               | 3–2 | Líbia | Mendoza |
| 1982. október 4. | (9–15, 15–12, 10–15, 15–11, 15–13) |     |       | Mendoza |

| 1982. október 4. | Csehszlovákia               | 3–1 | Brazília | Mendoza |
| 1982. október 4. | (15–12, 16–14, 11–15, 15–8) |     |          | Mendoza |

## Középdöntő
| Színmagyarázat                                                             |
| -------------------------------------------------------------------------- |
| A csoportok első két helyezettje bejutott az elődöntőbe.                   |
| A csoportok harmadik és negyedik helyezettjei az 5–8. helyért játszhattak. |
| A csoportok ötödik és hatodik helyezettjei a 9–12. helyért játszhattak.    |

### G csoport
|           |      | Mérkőzések | Mérkőzések | Szettek | Szettek | Szettek | Pontok | Pontok | Pontok |
| Csapat    | Pont | Gy         | V          | Sz+     | Sz–     | SzA     | P+     | P–     | PA     |
| --------- | ---- | ---------- | ---------- | ------- | ------- | ------- | ------ | ------ | ------ |
| Japán     | 9    | 4          | 1          | 13      | 6       | 2,167   | 252    | 218    | 1,156  |
| Argentína | 9    | 4          | 1          | 13      | 9       | 1,444   | 288    | 262    | 1,099  |
| Kína      | 8    | 3          | 2          | 11      | 6       | 1,833   | 221    | 168    | 1,315  |
| Dél-Korea | 7    | 2          | 3          | 8       | 9       | 0,889   | 193    | 225    | 0,858  |
| Kanada    | 7    | 2          | 3          | 8       | 10      | 0,800   | 220    | 235    | 0,936  |
| NDK       | 5    | 0          | 5          | 2       | 15      | 0,133   | 177    | 243    | 0,728  |

| 1982. október 7. | Kanada                      | 3–1 | Japán | Rosario |
| 1982. október 7. | (14–16, 15–7, 15–11, 18–16) |     |       | Rosario |

| 1982. október 7. | Kína                | 3–0 | NDK | Rosario |
| 1982. október 7. | (15–9, 15–12, 15–8) |     |     | Rosario |

| 1982. október 7. | Argentína                         | 3–2 | Dél-Korea | Rosario |
| 1982. október 7. | (10–15, 15–12, 15–7, 12–15, 15–8) |     |           | Rosario |

| 1982. október 8. | Dél-Korea            | 3–0 | NDK | Rosario |
| 1982. október 8. | (15–11, 15–12, 15–9) |     |     | Rosario |

| 1982. október 8. | Argentína                        | 3–2 | Kanada | Rosario |
| 1982. október 8. | (16–14, 15–5, 12–15, 5–15, 15–9) |     |        | Rosario |

| 1982. október 8. | Japán                           | 3–2 | Kína | Rosario |
| 1982. október 8. | (4–15, 15–6, 15–6, 4–15, 15–11) |     |      | Rosario |

| 1982. október 10. | Kína                | 3–0 | Kanada | Buenos Aires |
| 1982. október 10. | (15–1, 17–15, 15–3) |     |        | Buenos Aires |

| 1982. október 10. | Japán               | 3–0 | Dél-Korea | Buenos Aires |
| 1982. október 10. | (15–6, 15–11, 15–5) |     |           | Buenos Aires |

| 1982. október 10. | Argentína                       | 3–2 | NDK | Buenos Aires |
| 1982. október 10. | (7–15, 15–7, 8–15, 16–14, 15–8) |     |     | Buenos Aires |

| 1982. október 11. | Dél-Korea            | 3–0 | Kanada | Buenos Aires |
| 1982. október 11. | (17–15, 15–8, 15–13) |     |        | Buenos Aires |

| 1982. október 11. | Japán                | 3–0 | NDK | Buenos Aires |
| 1982. október 11. | (17–15, 15–11, 15–3) |     |     | Buenos Aires |

| 1982. október 11. | Argentína             | 3–0 | Kína | Buenos Aires |
| 1982. október 11. | (15–10, 15–11, 15–10) |     |      | Buenos Aires |

### H csoport
|               |      | Mérkőzések | Mérkőzések | Szettek | Szettek | Szettek | Pontok | Pontok | Pontok |
| Csapat        | Pont | Gy         | V          | Sz+     | Sz–     | SzA     | P+     | P–     | PA     |
| ------------- | ---- | ---------- | ---------- | ------- | ------- | ------- | ------ | ------ | ------ |
| Szovjetunió   | 10   | 5          | 0          | 15      | 2       | 7,500   | 246    | 138    | 1,783  |
| Brazília      | 8    | 3          | 2          | 10      | 7       | 1,429   | 217    | 198    | 1,096  |
| Bulgária      | 7    | 2          | 3          | 9       | 11      | 0,818   | 238    | 255    | 0,933  |
| Lengyelország | 7    | 2          | 3          | 7       | 10      | 0,700   | 188    | 215    | 0,874  |
| Kuba          | 7    | 2          | 3          | 7       | 13      | 0,538   | 231    | 271    | 0,852  |
| Csehszlovákia | 6    | 1          | 4          | 8       | 13      | 0,615   | 247    | 290    | 0,852  |

| 1982. október 7. | Bulgária                          | 3–2 | Csehszlovákia | Mendoza |
| 1982. október 7. | (13–15, 12–15, 15–6, 15–12, 15–9) |     |               | Mendoza |

| 1982. október 7. | Brazília             | 3–0 | Lengyelország | Mendoza |
| 1982. október 7. | (15–11, 15–3, 15–10) |     |               | Mendoza |

| 1982. október 7. | Szovjetunió         | 3–0 | Kuba | Mendoza |
| 1982. október 7. | (15–12, 15–3, 15–6) |     |      | Mendoza |

| 1982. október 8. | Bulgária             | 3–0 | Lengyelország | Mendoza |
| 1982. október 8. | (15–10, 15–13, 15–4) |     |               | Mendoza |

| 1982. október 8. | Brazília             | 3–0 | Kuba | Mendoza |
| 1982. október 8. | (15–9, 15–12, 15–13) |     |      | Mendoza |

| 1982. október 8. | Szovjetunió                | 3–1 | Csehszlovákia | Mendoza |
| 1982. október 8. | (10–15, 15–12, 15–6, 15–4) |     |               | Mendoza |

| 1982. október 10. | Kuba                              | 3–2 | Csehszlovákia | Catamarca |
| 1982. október 10. | (14–16, 17–15, 7–15, 15–9, 15–12) |     |               | Catamarca |

| 1982. október 10. | Brazília                   | 3–1 | Bulgária | Catamarca |
| 1982. október 10. | (13–15, 15–6, 15–7, 15–10) |     |          | Catamarca |

| 1982. október 10. | Szovjetunió               | 3–1 | Lengyelország | Catamarca |
| 1982. október 10. | (15–9, 11–15, 15–9, 15–2) |     |               | Catamarca |

| 1982. október 11. | Kuba                              | 3–2 | Bulgária | Catamarca |
| 1982. október 11. | (12–15, 15–9, 11–15, 15–12, 15–9) |     |          | Catamarca |

| 1982. október 11. | Szovjetunió        | 3–0 | Brazília | Catamarca |
| 1982. október 11. | (15–7, 15–7, 15–6) |     |          | Catamarca |

| 1982. október 11. | Lengyelország       | 3–0 | Csehszlovákia | Catamarca |
| 1982. október 11. | (15–8, 15–5, 18–16) |     |               | Catamarca |

## A 13–24. helyért
| Színmagyarázat                                                              |
| --------------------------------------------------------------------------- |
| A csoportok első és második helyezettjei a 13–16. helyért játszhattak.      |
| A csoportok harmadik és negyedik helyezettjei a 17–20. helyért játszhattak. |
| A csoportok ötödik és hatodik helyezettjei a 21–24. helyért játszhattak.    |

### I csoport
|               |      | Mérkőzések | Mérkőzések | Szettek | Szettek | Szettek | Pontok | Pontok | Pontok |
| Csapat        | Pont | Gy         | V          | Sz+     | Sz–     | SzA     | P+     | P–     | PA     |
| ------------- | ---- | ---------- | ---------- | ------- | ------- | ------- | ------ | ------ | ------ |
| Olaszország   | 10   | 5          | 0          | 15      | 1       | 15,000  | 235    | 114    | 2,061  |
| Franciaország | 9    | 4          | 1          | 13      | 7       | 1,857   | 256    | 216    | 1,185  |
| Mexikó        | 8    | 3          | 2          | 11      | 10      | 1,100   | 269    | 259    | 1,039  |
| Finnország    | 7    | 2          | 3          | 10      | 9       | 1,111   | 262    | 225    | 1,164  |
| Tunézia       | 6    | 1          | 4          | 5       | 12      | 0,417   | 146    | 240    | 0,608  |
| Ausztrália    | 5    | 0          | 5          | 0       | 15      | 0,000   | 111    | 225    | 0,493  |

| 1982. október 7. | Olaszország           | 3–0 | Finnország | Buenos Aires |
| 1982. október 7. | (15–13, 15–10, 15–11) |     |            | Buenos Aires |

| 1982. október 7. | Mexikó             | 3–0 | Ausztrália | Buenos Aires |
| 1982. október 7. | (15–6, 15–9, 15–4) |     |            | Buenos Aires |

| 1982. október 7. | Franciaország      | 3–0 | Tunézia | Buenos Aires |
| 1982. október 7. | (15–4, 15–1, 15–2) |     |         | Buenos Aires |

| 1982. október 8. | Franciaország                       | 3–2 | Mexikó | Buenos Aires |
| 1982. október 8. | (11–15, 15–13, 10–15, 15–12, 15–11) |     |        | Buenos Aires |

| 1982. október 8. | Finnország         | 3–0 | Ausztrália | Buenos Aires |
| 1982. október 8. | (15–7, 15–9, 15–6) |     |            | Buenos Aires |

| 1982. október 8. | Olaszország        | 3–0 | Tunézia | Buenos Aires |
| 1982. október 8. | (15–3, 15–2, 15–5) |     |         | Buenos Aires |

| 1982. október 10. | Olaszország                | 3–1 | Franciaország | Rosario |
| 1982. október 10. | (10–15, 15–13, 15–6, 15–6) |     |               | Rosario |

| 1982. október 10. | Mexikó                             | 3–2 | Finnország | Rosario |
| 1982. október 10. | (16–14, 8–15, 17–15, 11–15, 17–15) |     |            | Rosario |

| 1982. október 10. | Tunézia               | 3–0 | Ausztrália | Rosario |
| 1982. október 10. | (15–13, 15–13, 15–10) |     |            | Rosario |

| 1982. október 11. | Finnország          | 3–0 | Tunézia | Rosario |
| 1982. október 11. | (15–7, 15–9, 15–13) |     |         | Rosario |

| 1982. október 11. | Olaszország         | 3–0 | Mexikó | Rosario |
| 1982. október 11. | (15–2, 15–10, 15–8) |     |        | Rosario |

| 1982. október 11. | Franciaország       | 3–0 | Ausztrália | Rosario |
| 1982. október 11. | (15–10, 15–8, 15–6) |     |            | Rosario |

### J csoport
|                  |      | Mérkőzések | Mérkőzések | Szettek | Szettek | Szettek | Pontok | Pontok | Pontok |
| Csapat           | Pont | Gy         | V          | Sz+     | Sz–     | SzA     | P+     | P–     | PA     |
| ---------------- | ---- | ---------- | ---------- | ------- | ------- | ------- | ------ | ------ | ------ |
| Egyesült Államok | 10   | 5          | 0          | 15      | 1       | 15,000  | 238    | 103    | 2,311  |
| Románia          | 9    | 4          | 1          | 13      | 4       | 3,250   | 242    | 141    | 1,716  |
| Venezuela        | 8    | 3          | 2          | 10      | 9       | 1,111   | 237    | 218    | 1,087  |
| Irak             | 7    | 2          | 3          | 7       | 11      | 0,636   | 173    | 238    | 0,727  |
| Chile            | 6    | 1          | 4          | 5       | 12      | 0,417   | 149    | 239    | 0,623  |
| Líbia            | 5    | 0          | 5          | 2       | 15      | 0,133   | 144    | 244    | 0,590  |

| 1982. október 7. | Venezuela                 | 3–1 | Irak |  |
| 1982. október 7. | (15–4, 15–5, 11–15, 15–3) |     |      |  |

| 1982. október 7. | Románia            | 3–0 | Chile |  |
| 1982. október 7. | (15–5, 15–4, 15–3) |     |       |  |

| 1982. október 7. | Egyesült Államok   | 3–0 | Líbia |  |
| 1982. október 7. | (15–7, 15–1, 15–3) |     |       |  |

| 1982. október 8. | Románia            | 3–0 | Irak |  |
| 1982. október 8. | (15–8, 15–3, 15–2) |     |      |  |

| 1982. október 8. | Egyesült Államok   | 3–0 | Venezuela |  |
| 1982. október 8. | (15–2, 15–4, 15–8) |     |           |  |

| 1982. október 8. | Chile                | 3–0 | Líbia |  |
| 1982. október 8. | (15–10, 15–12, 15–8) |     |       |  |

| 1982. október 10. | Egyesült Államok   | 3–0 | Irak |  |
| 1982. október 10. | (15–6, 15–9, 15–9) |     |      |  |

| 1982. október 10. | Venezuela                         | 3–2 | Chile |  |
| 1982. október 10. | (15–8, 16–18, 15–8, 13–15, 15–10) |     |       |  |

| 1982. október 10. | Románia            | 3–0 | Líbia |  |
| 1982. október 10. | (15–5, 15–4, 15–1) |     |       |  |

| 1982. október 11. | Venezuela           | 3–0 | Líbia |  |
| 1982. október 11. | (15–10, 15–8, 15–9) |     |       |  |

| 1982. október 11. | Irak                | 3–0 | Chile |  |
| 1982. október 11. | (15–12, 15–6, 15–8) |     |       |  |

| 1982. október 11. | Egyesült Államok             | 3–1 | Románia |  |
| 1982. október 11. | (15–11, 13–15, 15–11, 15–10) |     |         |  |

## Helyosztók

### A 21–24. helyért
| 1982. október 14. | Ausztrália                 | 3–1 | Chile | Buenos Aires |
| 1982. október 14. | (13–15, 15–10, 15–3, 15–2) |     |       | Buenos Aires |

| 1982. október 14. | Tunézia                    | 3–1 | Líbia | Buenos Aires |
| 1982. október 14. | (15–11, 14–16, 15–8, 15–8) |     |       | Buenos Aires |

#### A 23. helyért
| 1982. október 15. | Chile                    | 3–1 | Líbia | Buenos Aires |
| 1982. október 15. | (7–15, 15–8, 15–9, 15–1) |     |       | Buenos Aires |

#### A 21. helyért
| 1982. október 15. | Tunézia                    | 3–1 | Ausztrália | Buenos Aires |
| 1982. október 15. | (12–15, 15–12, 15–4, 15–4) |     |            | Buenos Aires |

### A 17–20. helyért
| 1982. október 14. | Finnország                  | 3–1 | Venezuela | Rosario |
| 1982. október 14. | (16–14, 15–11, 8–15, 15–10) |     |           | Rosario |

| 1982. október 14. | Mexikó              | 3–0 | Irak | Rosario |
| 1982. október 14. | (15–2, 15–10, 15–3) |     |      | Rosario |

#### A 19. helyért
| 1982. október 15. | Venezuela                         | 3–2 | Irak | Rosario |
| 1982. október 15. | (15–10, 11–15, 11–15, 15–3, 15–8) |     |      | Rosario |

#### A 17. helyért
| 1982. október 15. | Finnország           | 3–0 | Mexikó | Rosario |
| 1982. október 15. | (15–8, 15–12, 16–14) |     |        | Rosario |

### A 13–16. helyért
| 1982. október 14. | Egyesült Államok    | 3–0 | Franciaország | Catamarca |
| 1982. október 14. | (15–6, 15–4, 15–11) |     |               | Catamarca |

| 1982. október 14. | Olaszország                       | 3–2 | Románia | Catamarca |
| 1982. október 14. | (15–13, 15–9, 4–15, 10–15, 18–16) |     |         | Catamarca |

#### A 15. helyért
| 1982. október 15. | Románia                             | 3–2 | Franciaország | Catamarca |
| 1982. október 15. | (15–10, 13–15, 13–15, 16–14, 15–11) |     |               | Catamarca |

#### A 13. helyért
| 1982. október 15. | Egyesült Államok    | 3–0 | Olaszország | Catamarca |
| 1982. október 15. | (15–10, 15–5, 15–6) |     |             | Catamarca |

### A 9–12. helyért
| 1982. október 14. | Kuba               | 3–0 | NDK | Mendoza |
| 1982. október 14. | (15–3, 15–4, 15–8) |     |     | Mendoza |

| 1982. október 14. | Csehszlovákia        | 3–0 | Kanada | Mendoza |
| 1982. október 14. | (16–14, 16–14, 15–6) |     |        | Mendoza |

#### A 11. helyért
| 1982. október 15. | Kanada                           | 3–2 | NDK | Mendoza |
| 1982. október 15. | (15–9, 10–15, 15–11, 7–15, 15–2) |     |     | Mendoza |

#### A 9. helyért
| 1982. október 15. | Csehszlovákia        | 3–0 | Kuba | Mendoza |
| 1982. október 15. | (15–11, 15–2, 15–13) |     |      | Mendoza |

### Az 5–8. helyért
| 1982. október 14. | Lengyelország              | 3–1 | Kína | Rosario |
| 1982. október 14. | (10–15, 15–4, 15–4, 15–12) |     |      | Rosario |

| 1982. október 14. | Bulgária            | 3–0 | Dél-Korea | Rosario |
| 1982. október 14. | (15–13, 15–6, 15–8) |     |           | Rosario |

#### A 7. helyért
| 1982. október 15. | Kína               | 3–0 | Dél-Korea | Rosario |
| 1982. október 15. | (15–4, 15–7, 15–8) |     |           | Rosario |

#### Az 5. helyért
| 1982. október 15. | Bulgária                   | 3–1 | Lengyelország | Rosario |
| 1982. október 15. | (15–10, 13–15, 15–6, 15–7) |     |               | Rosario |

### Elődöntők
| 1982. október 14. | Szovjetunió         | 3–0 | Argentína | Buenos Aires |
| 1982. október 14. | (15–7, 15–10, 15–9) |     |           | Buenos Aires |

| 1982. október 14. | Brazília             | 3–0 | Japán | Buenos Aires |
| 1982. október 14. | (15–7, 20–18, 15–11) |     |       | Buenos Aires |

#### Bronzmérkőzés
| 1982. október 15. | Argentína             | 3–0 | Japán | Buenos Aires |
| 1982. október 15. | (16–14, 16–14, 15–11) |     |       | Buenos Aires |

#### Döntő
| 1982. október 15. | Szovjetunió        | 3–0 | Brazília | Buenos Aires |
| 1982. október 15. | (15–3, 15–4, 15–5) |     |          | Buenos Aires |

| Az 1982-es férfi röplabda-világbajnokság győztese |
| ------------------------------------------------- |
| · Szovjetunió · 6. cím                            |

## Végeredmény
| Helyezés |                  |      | Mérkőzések | Mérkőzések | Szettek | Szettek | Szettek | Pontok | Pontok | Pontok |
| Helyezés | Csapat           | Pont | Gy         | V          | Sz+     | Sz–     | SzA     | P+     | P–     | PA     |
| -------- | ---------------- | ---- | ---------- | ---------- | ------- | ------- | ------- | ------ | ------ | ------ |
| Arany    | Szovjetunió      | 18   | 9          | 0          | 27      | 2       | 13,500  | 427    | 225    | 1,898  |
| Ezüst    | Brazília         | 15   | 6          | 3          | 19      | 10      | 1,900   | 369    | 294    | 1,255  |
| Bronz    | Argentína        | 16   | 7          | 2          | 22      | 13      | 1,692   | 469    | 401    | 1,170  |
| 4.       | Japán            | 15   | 6          | 3          | 19      | 12      | 1,583   | 417    | 360    | 1,158  |
|          |                  |      |            |            |         |         |         |        |        |        |
| 5.       | Bulgária         | 15   | 6          | 3          | 21      | 14      | 1,500   | 457    | 394    | 1,160  |
| 6.       | Lengyelország    | 14   | 5          | 4          | 17      | 14      | 1,214   | 371    | 338    | 1,098  |
| 7.       | Kína             | 15   | 6          | 3          | 21      | 9       | 2,333   | 393    | 298    | 1,319  |
| 8.       | Dél-Korea        | 13   | 4          | 5          | 14      | 16      | 0,875   | 345    | 405    | 0,852  |
|          |                  |      |            |            |         |         |         |        |        |        |
| 9.       | Csehszlovákia    | 14   | 5          | 4          | 20      | 13      | 1,538   | 429    | 382    | 1,123  |
| 10.      | Kuba             | 14   | 5          | 4          | 16      | 16      | 1,000   | 392    | 367    | 1,068  |
| 11.      | Kanada           | 13   | 4          | 5          | 16      | 18      | 0,889   | 409    | 421    | 0,971  |
| 12.      | NDK              | 11   | 2          | 7          | 10      | 21      | 0,476   | 335    | 394    | 0,850  |
|          |                  |      |            |            |         |         |         |        |        |        |
| 13.      | Egyesült Államok | 16   | 7          | 2          | 23      | 7       | 3,286   | 426    | 262    | 1,626  |
| 14.      | Olaszország      | 16   | 7          | 2          | 21      | 11      | 1,909   | 413    | 321    | 1,287  |
| 15.      | Románia          | 14   | 5          | 4          | 18      | 15      | 1,200   | 428    | 358    | 1,196  |
| 16.      | Franciaország    | 13   | 4          | 5          | 15      | 19      | 0,789   | 409    | 426    | 0,960  |
|          |                  |      |            |            |         |         |         |        |        |        |
| 17.      | Finnország       | 13   | 4          | 5          | 17      | 16      | 1,063   | 441    | 414    | 1,065  |
| 18.      | Mexikó           | 13   | 4          | 5          | 15      | 19      | 0,789   | 425    | 428    | 0,993  |
| 19.      | Venezuela        | 13   | 4          | 5          | 14      | 20      | 0,700   | 374    | 413    | 0,906  |
| 20.      | Irak             | 11   | 2          | 7          | 9       | 23      | 0,391   | 256    | 440    | 0,582  |
|          |                  |      |            |            |         |         |         |        |        |        |
| 21.      | Tunézia          | 12   | 3          | 6          | 11      | 20      | 0,550   | 285    | 408    | 0,699  |
| 22.      | Ausztrália       | 10   | 1          | 8          | 4       | 25      | 0,160   | 240    | 402    | 0,597  |
| 23.      | Chile            | 11   | 2          | 7          | 9       | 22      | 0,409   | 256    | 420    | 0,610  |
| 24.      | Líbia            | 9    | 0          | 9          | 4       | 27      | 0,148   | 250    | 445    | 0,562  |